# Abdi
Pour les articles homonymes, voir Abdi (homonymie).
Le département d'Abdi est un des 3 départements composant la région du Ouaddaï au Tchad. Son chef-lieu est Abdi.

## Subdivisions
Le département d'Abdi est divisé en 3 sous-préfectures :
- Abdi
- Abkar Djombo
- Biyeré

## Administration
Préfets d'Abdi (depuis 2008)
- 9 octobre 2008 : Amine Ali Fort-Lamy[1]